# Ronald Adam
Ronald George Hinings Adams OBE, född 31 december 1896 i Bromyard, Herefordshire, död 26 mars 1979 i London, var en brittisk officer och skådespelare.

## Rollista i urval
- 1939 – The Lion Has Wings
- 1949 – Under Capricorn
- 1951 – Jag stal en miljon
- 1951 – Skratt i paradiset
- 1956 – Bhowani - station i Indien
- 1956 – Han gav sig aldrig
- 1956 – Han som älskade livet
- 1956 – Jorden runt på 80 dagar
- 1956 – Kompaniets svarta får
- 1956 – Mannen som inte fanns
- 1957 – Oss mördare emellan
- 1959 – Man är väl diplomat
- 1962 – Satan sover aldrig
- 1963 – Det spökar på Hill House
- 1963 – The Avengers (TV-serie)
- 1964 – Mannen i vaxkabinettet
- 1968 – Sherlock Holmes (TV-serie)
- 1970 – Song of Norway